# سون چائو
سون چائو (انگلیسی: Sun Chao؛ زادهٔ ۱ ژانویهٔ ۱۹۸۳) شمشیرباز زن اهل چین بود. وی در بازی‌های المپیک تابستانی ۲۰۰۸ شرکت کرده‌است.